# Île de loisirs de Bois-le-Roi
L'île de loisirs de Bois-le-Roi est une base de plein air et de loisirs située dans le département de Seine-et-Marne, sur le territoire de la commune de Bois-le-Roi. Elle est l'une des 12 îles de loisirs de la région Île-de-France.
Elle est située à 55 km de Paris et à 10 km de Melun et de Fontainebleau.

## Présentation
Inaugurée en 1972, c’est l'une des bases régionales les plus anciennes avec celles de Jablines-Annet et de Saint-Quentin-en-Yvelines. C’est un site rural et forestier, bordée au nord par la Seine et au sud par la forêt de Fontainebleau.
L'île de loisirs s’étend sur 73 hectares dont 8 pour les deux plans d’eau. L’un est entouré par la forêt et les rives de l’autre sont aménagées en plages et pelouses.
Deux entrées automobiles sont aménagées côté Bois-le-Roi et côté Fontaine-le-Port, ainsi que deux entrées piétons donnant sur la forêt de Fontainebleau. 1 300 places de stationnement automobile y sont proposés.

## Gestion
L'île de loisirs de Bois-le-Roi est, comme toutes celles d’Ile-de-France, propriété de la Région mais sa gestion est délégué à l’UCPA. Elle est ouverte au grand public de 8h à 21h en haute saison.
La fréquentation annuelle est estimée à 303 000 visiteurs. Les mois de juillet et août constitue le pic de visite avec 36% de la fréquentation annuelle. 44% des visiteurs résident dans une commune située à moins de 10 km de l'île.
L'accès à la base est gratuit de même que le stationnement, ainsi qu’un certain nombre d’activités.

## Activités
- Baignade surveillée
- Équitation et poney-club équipé de 3 manèges
- Golf avec un parcours de 9 trous
- Jeux de plein air : terrains de basket ball, beach-volley et football
- Disc-golf
- Base nautique pour la pratique du canoë-kayak et du stand up paddle.
- Skatepark
- Escalade
- Tennis avec 15 courts
- Accrobranche
- Pêche
- VTT
- Randonnée pédestre

Certaines activités sont accessibles aux personnes en situation de handicap.
Aussi, une offre de restauration, de location de salles et d'hébergement est proposée avec 169 lits, 14 roulottes de 5 places et un camping de 140 emplacements.